# Moreau River (St. Lucia)
Der Moreau River ist ein kleiner Fluss auf der Karibikinsel St. Lucia.

## Geographie
Der Fluss entspringt im Hochland des Quarters Laborie im Gebiet Saltibus und verläuft in südlicher Richtung. Er mündet bei Giraud in den Piaye River.